# راه‌آهن دندانه‌دار

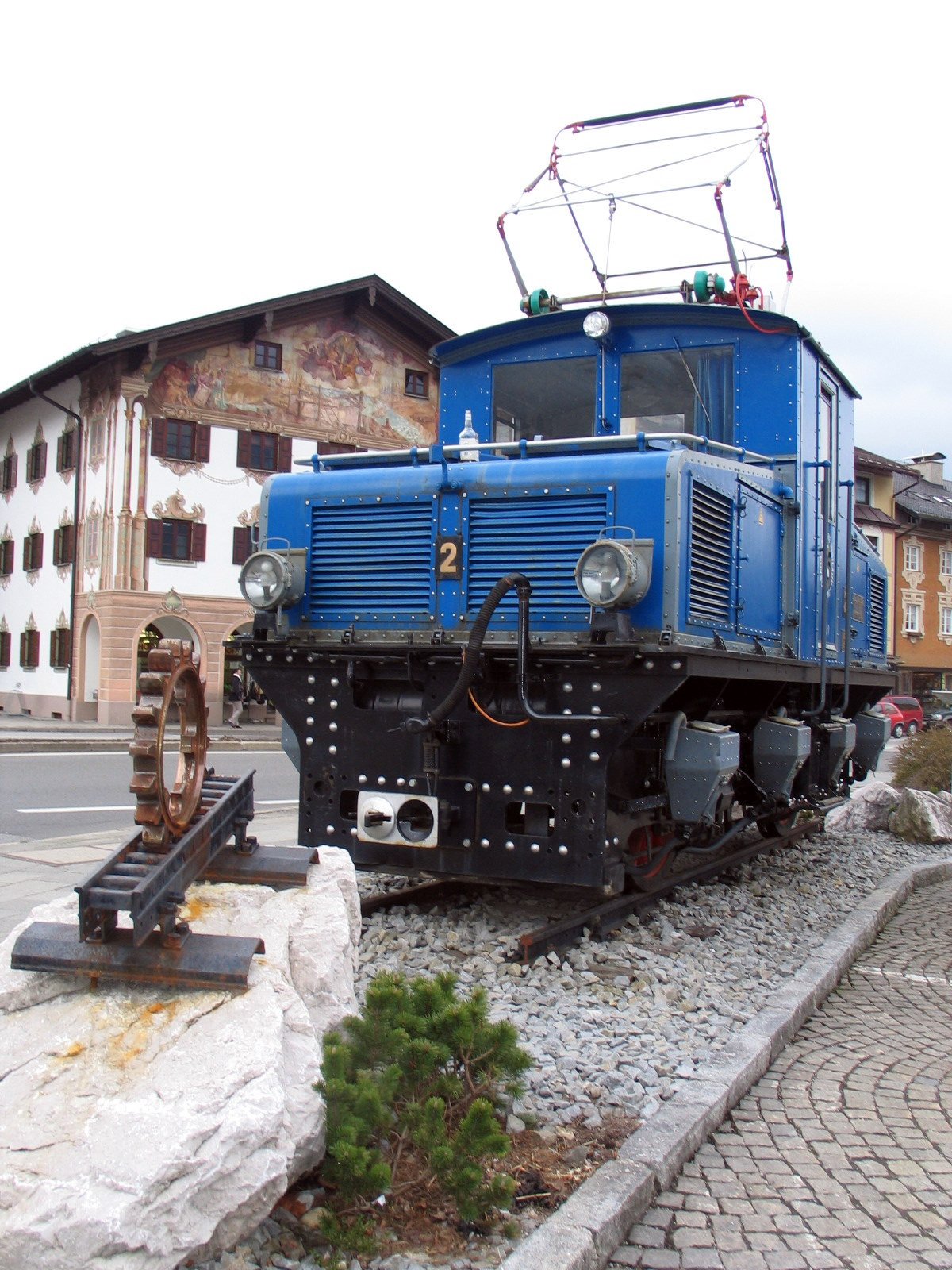
«گیپفل‌اشتورمر»، لوکوموتیوی که بین سال‌های ۱۹۲۹ و ۱۹۹۰ در بایرن آلمان خدمت کرد.

راه‌آهن دندانه‌دار (انگلیسی: Rack railway) نوعی راه‌آهن است که برای غلبه بر شیب‌های تند طراحی شده است. در این سازوکار، یک چرخ‌دنده اضافی در زیر یا بین چرخ‌های معمولی لوکوموتیو قرار می‌گیرد که با دندانه‌های تعبیه شده در وسط ریل درگیر می‌شود. این دندانه‌ها از لغزش قطار به سمت پایین در شیب‌های تند جلوگیری می‌کنند و امکان صعود و فرود ایمن را فراهم می‌سازند. راه‌آهن‌های دندانه‌دار معمولاً در مناطق کوهستانی یا تپه‌های شیب‌دار یافت می‌شوند که ساخت راه‌آهن معمولی با شیب ملایم دشوار یا پرهزینه است. این شبکه ترابری، علاوه بر جابجایی مسافر و بار، در برخی جاذبه‌های گردشگری نیز به کار می‌رود و تجربه منحصربه‌فردی از سفر در مسیرهای با شیب تند را به مسافران ارائه می‌دهد.
ریل دندانه‌ای که برای این کار استفاده می‌شود، ریل دندانه‌داری است که بین دو ریل اصلی خطوط مناطق کوهستانی قرار می‌گیرد و لوکوموتیوهایی که چرخ‌دنده‌های شانه‌ای دارند، برای افزایش کشش در فراز و مهار سرعت در شیب از آن استفاده می‌کنند.

## تاریخچه
اولین راه‌آهن دندانه‌دار در جهان، راه‌آهن جان بلنکنسوپ در سال ۱۸۱۲ در میدلتون (بریتانیا) است.
اولین راه‌آهن دندانه‌دار که برای بالا رفتن از کوه استفاده شد، خطی بود که در سال ۱۸۶۹ به قله کوه واشینگتن در ایالت نیوهمپشایر در ایالات متحده افتتاح شد.

## کاربرد
در کوه‌های آلپ (به ویژه در سوئیس) خطوط راه‌آهن دندانه‌دار زیادی وجود دارد، مانند راه‌آهن یونگ‌فراو به مرتفع‌ترین ایستگاه قطار اروپا.
مترو خط C در لیون نمونه‌ای از متروی چرخ‌دنده‌ای است.

## سازوکارهای چرخ‌دنده‌ای
انواع مختلفی از سیستم‌های چرخ‌دنده‌ای وجود دارد. شناخته شده‌ترین آنها مارش، آبت، لوخر، ریگنبک، استراب و سازنده فون رول هستند.

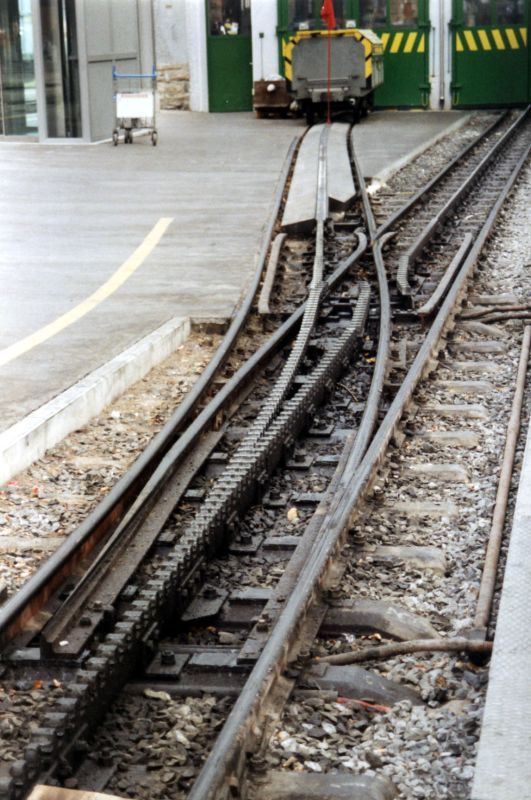
راه‌آهن دندانه‌دار
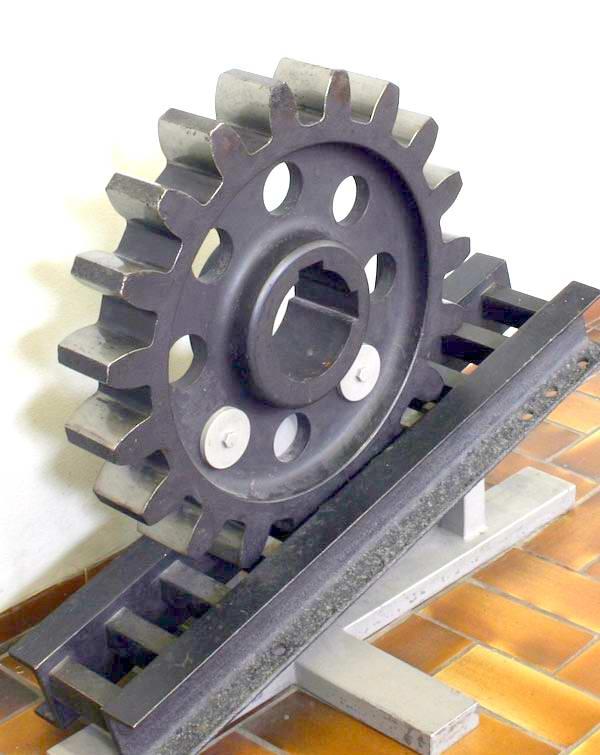
سیستم Riggenbach
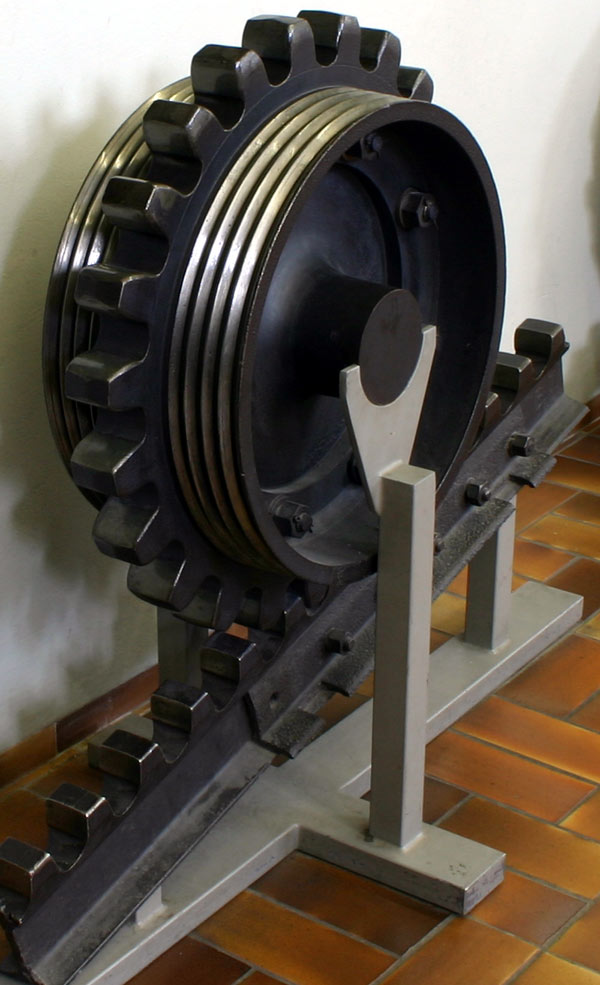
سیستم Strub
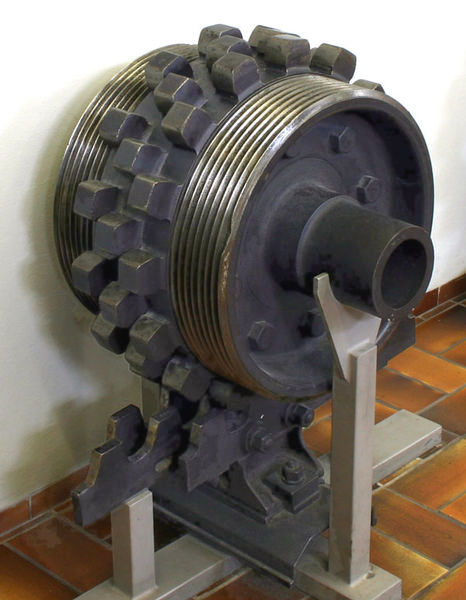
سیستم Abt
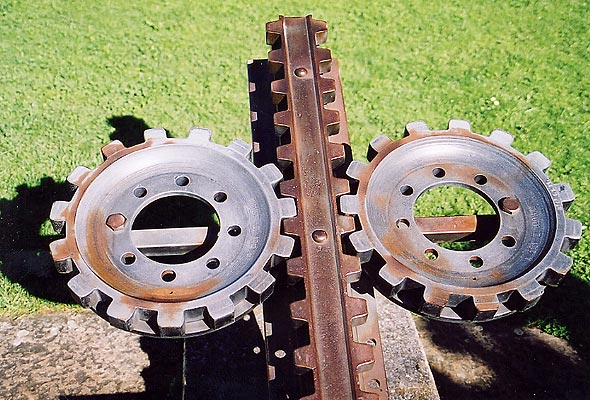
سیستم Locher

ریل‌های دندانه‌دار خالص و ریل‌های مختلط وجود دارد.
در یک خط دندانه‌دار خالص، معمولاً فقط چرخ‌دنده توسط لوکوموتیو به حرکت در می‌آید. چنین مسیری معمولاً حداکثر چند کیلومتر طول دارد.
در یک مسیر مختلط، فقط بخش‌های شیب‌دار مجهز به دنده هستند. در بقیه مسیر، قطار مانند یک قطار معمولی حرکت می‌کند.

### سازوکار چرخ‌دنده‌ای جدید

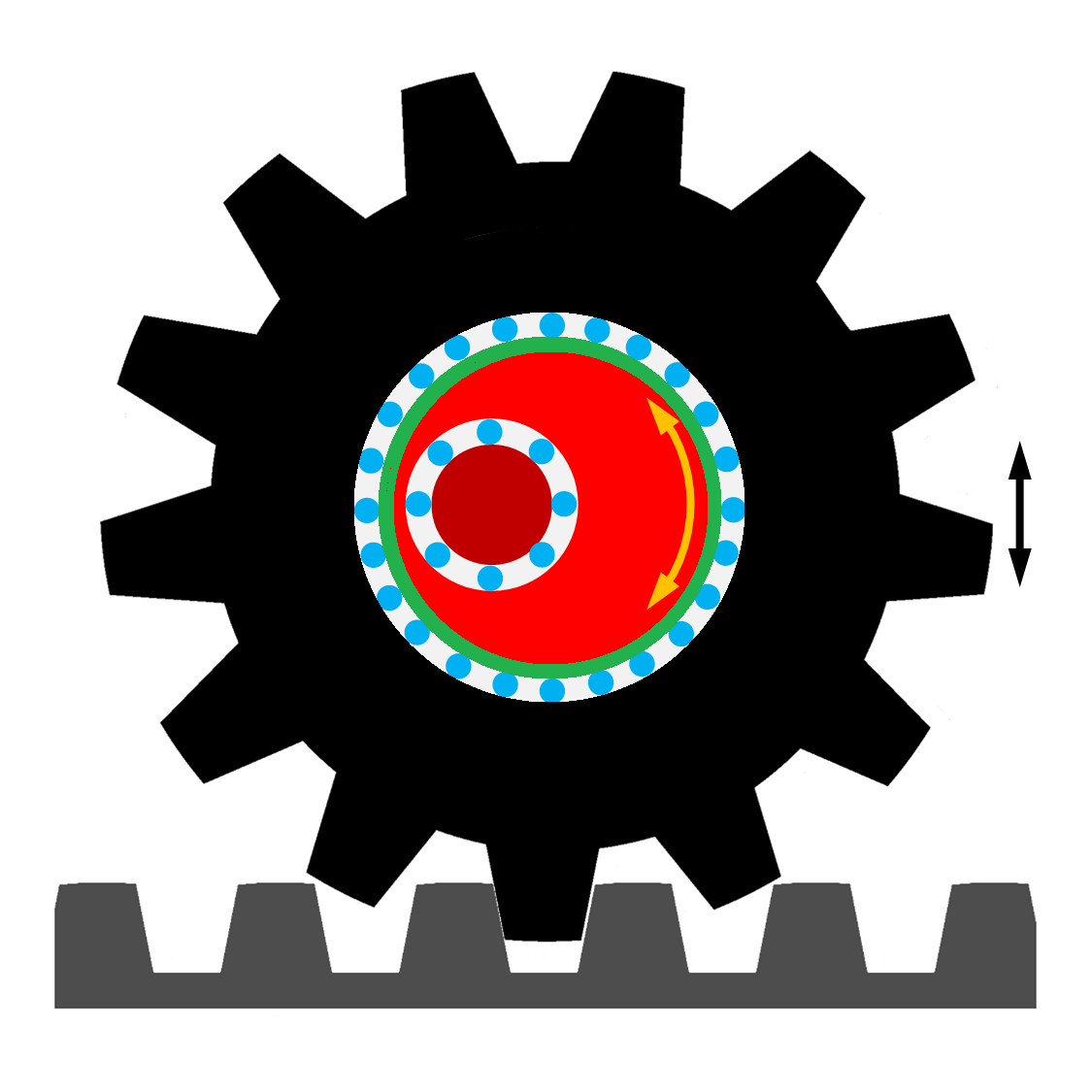
چرخ‌دنده با تنظیم ارتفاع خارج از مرکز

برای قطارهای Zentralbahn از نوع ABeh 150 و ABeh 160 و ۱۶۱ که در سال‌های ۲۰۱۲ و ۲۰۱۶ تحویل داده شدند، از یک سیستم چرخ‌دنده‌ای جدید با تنظیم ارتفاع خارج از مرکز استفاده می‌شود که از نظر ساختاری شبیه به گیربکس معمولی با یک ترانشه است، همان‌طور که از چرخ‌دنده‌های خالص شناخته شده است. چرخ‌های محرک یا ترمز (سیاه) مستقیماً روی محور چرخ (قرمز تیره) پشتیبانی نمی‌شوند، بلکه روی یک محور توخالی اضافی (قرمز) که از طریق دیسک‌های خارج از مرکز به مجموعه چرخ متصل می‌شود، پشتیبانی می‌شوند. با چرخاندن دیسک‌های خارج از مرکز، اتصال دندانه‌ها را می‌توان به راحتی در هفت مرحله ۵ میلی‌متری با توجه به سایش چرخ تنظیم کرد، به طوری که سایش چرخ به میزان ۳۵ میلی‌متر به جای ۱۲ میلی‌متر امکان‌پذیر است.

### مشکلات در مسیرهای کوهستانی
دیگ لوکوموتیو بخار باید تقریباً افقی باشد تا به درستی کار کند؛ بنابراین لوکوموتیوهایی ساخته شده‌اند که دیگ آنها به صورت مورب روی شاسی قرار دارد. وقتی لوکوموتیو روی شیب قرار می‌گیرد، دیگ صاف می‌ایستد.
بدیهی است که چنین لوکوموتیوی برای مسیرهای مسطح مناسب نیست و در اصل برای هر لوکوموتیو بخار صدق می‌کند که فقط در صورتی می‌تواند کار کند که مسیر در همه جا تقریباً شیب یکسانی داشته باشد. به همین دلیل، کشش الکتریکی به زودی برای مسیرهای کوهستانی، و به ویژه برای مسیرهای دندانه‌دار انتخاب شد. مزیت دیگر این است که در کوه‌ها می‌توان به راحتی برق را از رودخانه‌های کوهستانی با جریان سریع استخراج کرد.
به دلایل ایمنی معمولاً با لوکوموتیو در سرازیری قطار رانندگی می‌شود؛ بنابراین لوکوموتیو قطار را به سمت بالا هل می‌دهد. گاهی اوقات لوکوموتیو حتی به صورت فیزیکی به قطار متصل نمی‌شود.